# Upphovsrättsrådet
Upphovsrättsrådet (finska: Tekijänoikeusneuvosto) är ett organ vid finska undervisnings- och kulturministeriet. Rådet bistår ministriet i frågor som gäller upphovsrätt och ger utlåtanden om tillämpningen av upphovsrättslagen. Rådet har dels oberoende medlemmar, dels medlemmar som representerar upphovsrättsinnehavarna och användarna av upphovsrättsskyddade verk. Vem som helst kan be om utlåtanden av rådet, oberoende av huruvida personligt intresse föreligger.
Upphovsrättsrådet definieras genom den finska upphovsrättslagen och upphovsrättsförordningen. Medlemmarna utses av statsrådet.
Upphovsrättsrådet tolkar inte avtal och tar inte ställning till bevisfrågor; dess utlåtanden är inte juridiskt bindande, men utlåtandena brukar inte ifrågasättas.